# Маканьо кон Пино и Ведаска
Мака̀ньо кон Пѝно и Веда̀ска (на италиански: Maccagno con Pino e Veddasca; на ломбардски: Macagn cun Pin e Vedasca, Макан кун Пин и Ведаска) е община в Северна Италия, провинция Варезе, регион Ломбардия. Административен център на обшината е село Маканьо (на италиански: Maccagno), което е разположено на 210 m надморска височина. Населението на общината е 2616 души (към 2017 г.).
Общината е създадена в 4 февруари 2014 г. Тя се състои от трите предшествуващи общини Ведаска, Маканьо и Пино сула Спонда дел Лаго Маджоре, които сега са най-важните центрове на общината.